# 佐藤育美
佐藤 育美（さとう いくみ、1968年3月19日 - ）は、日本のローカルタレント、ラジオパーソナリティ。
宮城県柴田郡大河原町出身。宮城県白石女子高等学校卒業、宮城学院女子大学学芸学部日本文学科卒業。学生時代から、イベントや結婚式の司会として活躍。

## 出演番組

### 現在
- ミヤギテレビ「OH!バンデス」 - 仙台駅前（過去には仙台アンパンマンこどもミュージアム&モール前やサンモール一番町）で様々なコーナーを担当。

### 過去
- TBCラジオ「それいけミミゾー」 - 隔週アシスタント
- TBCラジオ「男女りすなぁ若者語」
- ミヤギテレビ「ちょっとブレイクタイム」
- ミヤギテレビ「炎のプチ達人!」 - ナレーター